# Benoît Douçot
Benoît Douçot est un physicien français dont la spécialité de recherche est la physique de la matière condensée. Directeur de recherche au CNRS, il est responsable du Laboratoire de physique théorique et hautes énergies (LPTHE) de Sorbonne Université.

## Récompenses et distinctions
- Médaille d'argent du CNRS (2013)[2]
- Prix Aniuta Winter-Klein de l'Académie des sciences (2010)[4]